# Catedral de Nuestra Señora de la Pobreza (Pereira)
La Catedral de Nuestra Señora de la Pobreza es la iglesia catedralicia de culto católico ubicada en la ciudad de Pereira, Colombia, capital del departamento de Risaralda. El templo está consagrado a la Virgen María bajo la advocación de la Virgen de la Pobreza.
Es el principal templo de la diócesis de Pereira y fue elevado a catedral el 18 de diciembre de 1952 por bula del papa Pío XII.
Se encuentra en el costado occidental de la plaza de Bolívar, entre las calles 20 y 21 con carrera 7, en el centro de la ciudad.

## Historia
La fundación de la población de Pereira en 1863 por parte de caucanos con el nombre de Cartago Vieja, marcó el punto de partida para el trazado de la ciudad y de sus principales edificios municipales. El primer lote para la construcción de la iglesia fue cedido por la Comisión Agraria el 6 de mayo de 1874 en el costado occidental de la Plaza de Bolívar, por entonces denominada la Plaza Victoria, al cual se le fueron adicionando paulatinamente otras áreas hasta 1883, cuando se terminaría de configurar el espacio para el trazado definitivo del edificio, el cual ocuparía todo el costado norte de la manzana al occidente de la plaza. Durante 6 años se llamó Cartago Viejo la población, pero en 1869 la municipalidad de Cartago le dio el nombre de Villa de Pereira, en honor al cartagüeño Francisco Pereira Martínez.
La construcción original, concluida en 1890 por Lisandro Tirado, se vería bastante afectada por el terremoto del 20 de marzo de 1906 y sería reconstruida por Heliodoro Ochoa después de firmar un contrato con el presbítero José María López. Con el curso del siglo XX la población fue creciendo y la importancia de la iglesia también.
Tras el terremoto de 1999 la edificación nuevamente resultó muy averiada y en las obras de reconstrucción se encontraron importantes vestigios arqueológicos bajo la edificación, así como restos humanos de los primeros pobladores de la población Cartago Viejo, primera fundación española, abandonada en 1691. Durante los tres años que duraron los trabajos de reconstrucción, se utilizó una estructura en guadua que cumplió las funciones de "catedral alterna".

## Descripción

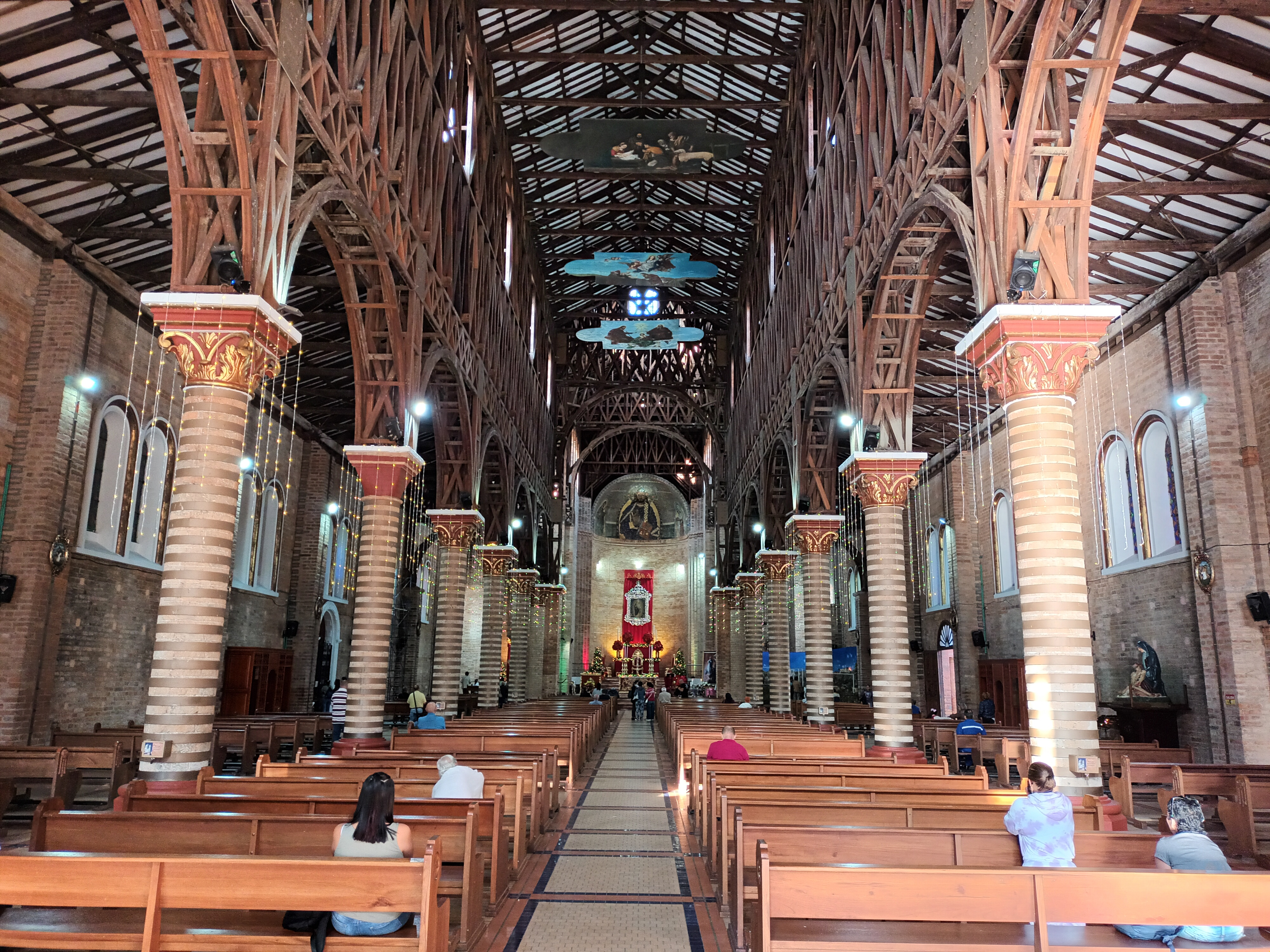
Vista interior de la catedral.

La iglesia presenta una sola planta alargada de tipo basilical con una nave central y dos laterales con varias capillas. Contiene 13 mil piezas en madera de comino crespo que sostienen la cúpula, la cual puede aproximarse al estilo románico medieval. En su parte exterior presenta dos torres pequeñas laterales y un reloj en su frontis que completa la fachada.
Los muros al interior de la iglesia presentan ladrillo a la vista, decorado con mosaicos, reflejando un estilo Bizantino, similar al de las primeras iglesias cristianas y ortodoxas. Los capiteles son en madera comino crespo y en la cúpula del crucero aparecen los querubines y los evangelistas, obra de Lisandro Tirado. El techo está adornado con unos lienzos pintados por José Moreno en 1932.

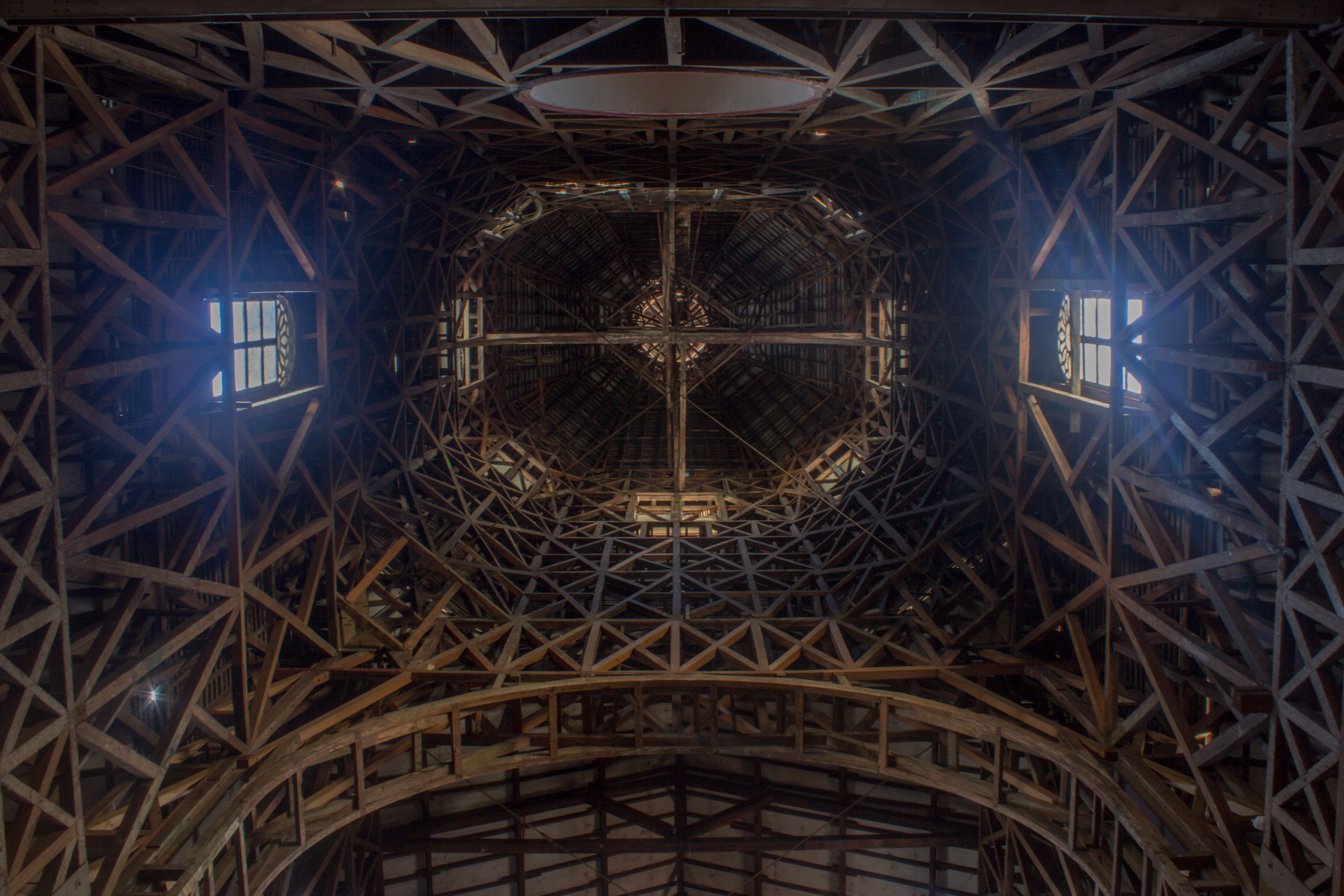
Armadura de madera en el techo de la Catedral.